# Argiolaus fisheri
Argiolaus fisheri är en fjärilsart som beskrevs av Heath 1983. Argiolaus fisheri ingår i släktet Argiolaus och familjen juvelvingar. Inga underarter finns listade i Catalogue of Life.